# Source Filmmaker
Source Filmmaker és un programa d'edició de vídeo gratuït per a crear pel·lícules d'animació utilitzant recursos de Team Fortress 2. La companyia que l'ha creat és Valve. S'utilitza per a crear vídeos de machinima i és utilitzable solament per usuaris experiments d'aquest tipus de programari. Les pel·lícules creades amb aquesta eina són anomenades SFM. A més dels artistes en solitari, s'han creat estudis especialitzats a fer pel·lícules amb aquesta ferramenta, com:
- Deviant Pictures[5]
- Studio FOW (fundat el 2014)[4]

Hi ha una competició amb premis (Saxxy Awards) d'animacions creades amb Source Filmmaker. Hi ha distintes categories: Short, Action, i altres.